# Bartoušov (przystanek kolejowy)
Bartoušov – przystanek kolejowy w miejscowości Bartoušov, w kraju hradeckim, w Czechach. Znajduje się na wysokości 245 m n.p.m..
Jest zarządzany przez Správę železnic. Na przystanku nie ma możliwości zakupu biletów, a obsługa podróżnych odbywa się w pociągu. 

## Linie kolejowe
- 061 Nymburk - Jičín